# Frankenhofen (Ehingen)
Frankenhofen (mit dem Weiler Tiefenhülen) ist ein Teilort der Großen Kreisstadt Ehingen (Donau) im Alb-Donau-Kreis in Baden-Württemberg. Der Ort wurde im Jahr 1973 nach Ehingen eingemeindet. Ortsvorsteherin ist Jutta Uhl (Stand: 2024).

## Geschichte
Um 854 war es Teil der Swerzenhuntare. Zuerst wurden Frankenhofen und sein Ortsteil Tiefenhülen im Jahre 1152 erwähnt. Zumindest an der Oberhoheit für den Ort beteiligt waren einst die Herren von Steußlingen. Im Jahr 1270 gingen die Rechte der Steußlinger an Württemberg über. Sie waren dann ein Teil des Lehens der Herren von Freyberg. Die Ortsherrschaft wurde noch im 13. Jahrhundert an das Zisterzienserkloster Salem übertragen.
Im Dreißigjährigen Krieg wurde Frankenhofen im Jahr 1633 durch die Schweden und die Württemberger weitgehend zerstört.
Die auf der Heerstraße von Münsingen nach Ehingen durchmarschierenden Schweden brannten 1633 Frankenhofen teilweise nieder und verschleppten den katholischen Pfarrer Dyck in ihr Feldlager nach Ehingen. Dort wurde er durch den Betrag von 187 fl (Gulden) freigekauft, die man beim Verkauf der großen Kirchenglocke an eine Nachbargemeinde erhielt.
Im Jahr 1634 brannte die Ortskirche bis auf den Turm ab. Erst viel später siedelten sich wieder Menschen im Ort an, es waren vor allem Zuwanderer aus der Schweiz. Seit dem Jahr 1803 gehörten Frankenhofen und Tiefenhülen den Fürsten von Thurn und Taxis, welche die Pflege Frankenhofens einrichteten. Im Jahr 1806 fiel die Staatshoheit dann an das Königreich Württemberg.
Pfarrei und Kirche St. Georg sind wie der Ort im Jahr 1152 erstmals belegt. Kirchenschiff und Chor erhielten ihr heutiges Aussehen erst im 18. Jahrhundert. Der Turm ist spätgotisch.
Am 1. Dezember 1973 wurde Frankenhofen mit Tiefenhülen nach Ehingen eingemeindet und ist seitdem dessen Ortsteil.

## Politik

### Ortschaftsrat
Dem Ortschaftsrat gehören nach der Kommunalwahl vom 9. Juni 2024 mit der Ortsvorsteherin als Vorsitzende acht Mitglieder an.
| Partei                       | Stimmen | Sitze |
| Für die Aufgaben der Zukunft | 86,47 % | 8     |